# Karauli
Karauli è una suddivisione dell'India, classificata come municipality, di 66.179 abitanti, capoluogo del distretto di Karauli, nello stato federato del Rajasthan. In base al numero di abitanti la città rientra nella classe II (da 50.000 a 99.999 persone).

## Geografia fisica
La città è situata a 26° 30' 0 N e 77° 1' 0 E e ha un'altitudine di 274 m s.l.m..

## Società

### Evoluzione demografica
Al censimento del 2001 la popolazione di Karauli assommava a 66.179 persone, delle quali 35.156 maschi e 31.023 femmine. I bambini di età inferiore o uguale ai sei anni assommavano a 12.333, dei quali 6.476 maschi e 5.857 femmine. Infine, coloro che erano in grado di saper almeno leggere e scrivere erano 35.333, dei quali 22.689 maschi e 12.644 femmine.